# Albin Nees
Albin Nees (* 26. Mai 1939 in Krombach) ist ein deutscher Politiker (CDU) und war Staatssekretär im sächsischen Staatsministerium für Soziales.

## Ausbildung und Beruf
Nach einem Studium der Philosophie, Theologie und Rechtswissenschaft in Würzburg und Bonn promovierte Nees zum Dr. jur. utr. in Würzburg. Danach arbeitete er als Richter am Sozialgericht München.
Ab 1979 war er als Beamter im bayerischen Staatsministerium für Arbeit, Familie und Sozialordnung tätig (ab 1980 als Referatsleiter Sozialhilfe).
Er ist Mitverfasser eines Kommentars und eines Lehrbuchs zur Sozialhilfe (siehe Werke). Nees ist verheiratet und hat 3 Kinder.

## Politik
Nach der Wende ist er im neuen Bundesland Sachsen tätig. Von November 1990 bis zu seinem Eintritt in den Ruhestand Ende 2001 war er Staatssekretär im Staatsministerium für Soziales, Gesundheit, Jugend und Familie. Am 1. Juli 2002 wurde er erneut Staatssekretär im Staatsministerium für Soziales und blieb bis Dezember 2004 in diesem Amt.
In dieser Zeit hat er den Umbau der Sozialstruktur der DDR nach der Wende und bei der diesbezüglichen Mitwirkung beim Einigungsvertrag sowie beim Aufbau der sächsischen Sozialverwaltung entscheidend mitgeprägt.

## Sonstige Ämter

### Deutscher Familienverband
Albin Nees ist Ehrenpräsident des Deutschen Familienverbandes.

### Kirchliches Engagement
Bereits als Schüler war Nees in der katholischen Kirche aktiv. Er engagierte sich bei der katholischen Studentengemeinde und der Marianischen Congregation, der heutigen Gemeinschaft Christlichen Lebens (GCL). Er war Mitglied des Pfarrgemeinderats, Vorsitzender des Dekanatsrats und als gewählter Synodale Mitglied der Gemeinsamen Synode der Bistümer in der Bundesrepublik Deutschland. In seiner Dissertation beleuchtet Nees die Rechtsgrundlagen dieser Synode.
Neben vielen weiteren Aufgaben engagiert sich das Ehepaar Nees in der Förderung der Klöster im Bistum Dresden-Meißen.

## Ehrungen
Albin Nees erhielt 
- am 16. Juni 2004 den päpstlichen Silvesterorden,
- im Mai 2007 erhielt er das Bundesverdienstkreuz 1. Klasse,
- am 1. März 2012 erhielt Nees den Sächsischen Verdienstorden.[1]

## Werke
- Die erste Gemeinsame Synode der Bistümer in der Bundesrepublik Deutschland. Paderborn 1978, ISBN 3-506-73328-1
- Sozialhilfe, Leistungs- und Verfahrensrecht : e. Lehr- u. Lernbuch. / Albin Nees; Wilhelmine Neubig; Gunther Zuodar. Hrsg. von Hubert Oppl, Frankfurt 1986, ISBN 3-425-07896-8